# Grand Prix de triathlon 2015
Navigation
Grand Prix de triathlon 2014 Grand Prix de triathlon 2016
Le Grand Prix de triathlon 2015 est composée de cinq courses organisées par la Fédération française de triathlon (FFTRI). Chaque course est disputée au format sprint soit 750 m de natation, 20 km de cyclisme et 5 km de course à pied. 
Le Grand Prix de triathlon 2015 se déroule du 14 juin au 3 octobre 2015. 

## Calendrier
| Étapes   | Date                    | Villes    |
| -------- | ----------------------- | --------- |
| 1° étape | dimanche 14 juin 2015   | Valence   |
| 2° étape | dimanche 28 juin 2015   | Dunkerque |
| 3° étape | jeudi 13 août 2015      | Embrun    |
| 4° étape | samedi 5 septembre 2015 | Quiberon  |
| 5° étape | samedi 3 octobre 2015   | Nice      |

## Clubs engagés

### Hommes
- E.C. Sartrouville Triathlon
- Poissy Tri Duathon Club
- Saint-Jean-de-Monts
- Montpellier Agglo Triathlon
- Les Sables Vendée Tri
- Valence Triathlon
- Saint-Raphaël Tri
- Mulhouse Olympique Tri
- TCG 79 Parthenay
- Rouen Triathlon
- Versailles Triathlon
- Sainte-Geneviève Tri
- Vitrolles Triathlon
- Triathlon Toulouse Métropole
- Groupe Triathlon Vesoul Haute-Saône
- TCSQY Triathlon Club

### Femmes
- Poissy Tri Duathon Club
- E.C. Sartrouville Triathlon
- Metz Triathlon
- Tri Val de Gray
- TCG 79 Parthenay
- Saint-Raphaël Tri
- Triathlon Club de Châteauroux
- Autun Triathlon
- ECAC Chaumont Triathlon
- Brive Limousin Triathlon
- Stade Poitevin Triathlon
- Issy Triathlon
- Tri Saint Amand Dun 18
- Sainte-Geneviève Tri

## Résultats

### Valence
| Position           | Hommes                      | Femmes           |
| ------------------ | --------------------------- | ---------------- |
| Médaille d'or      | E.C. Sartrouville Triathlon | Poissy Triathlon |
| Médaille d'argent  | Sainte-Geneviève Tri        | TCG 79 Parthenay |
| Médaille de bronze | Poissy Triathlon            | Issy Triathlon   |

### Dunkerque
| Position           | Hommes                      | Femmes           |
| ------------------ | --------------------------- | ---------------- |
| Médaille d'or      | Saint-Jean-de-Monts         | Poissy Triathlon |
| Médaille d'argent  | E.C. Sartrouville Triathlon | TCG 79 Parthenay |
| Médaille de bronze | Valence Triathlon           | Metz Triathlon   |

### Embrun[4]
| Position           | Hommes                      | Femmes                  |
| ------------------ | --------------------------- | ----------------------- |
| Médaille d'or      | Poissy Triathlon            | Poissy Triathlon        |
| Médaille d'argent  | Vitrolles Triathlon         | Tri Val de Gray         |
| Médaille de bronze | Montpellier Agglo Triathlon | Saint-Raphaël Triathlon |

### Quiberon
| Position           | Hommes                      | Femmes                      |
| ------------------ | --------------------------- | --------------------------- |
| Médaille d'or      | Saint-Raphaël Triathlon     | Poissy Triathlon            |
| Médaille d'argent  | Montpellier Agglo Triathlon | E.C. Sartrouville Triathlon |
| Médaille de bronze | Poissy Triathlon            | Metz Triathlon              |

### Nice
| Position           | Hommes                      | Femmes                  |
| ------------------ | --------------------------- | ----------------------- |
| Médaille d'or      | E.C. Sartrouville Triathlon | Poissy Triathlon        |
| Médaille d'argent  | Saint-Jean-de-Monts         | Saint-Raphaël Triathlon |
| Médaille de bronze | Montpellier Agglo Triathlon | Tri Val de Gray         |

## Classement général final
| Position | Hommes                              | Hommes | Femmes                        | Femmes |
| Position | Équipes                             | Points | Équipes                       | Points |
| -------- | ----------------------------------- | ------ | ----------------------------- | ------ |
|          | E.C. Sartrouville Triathlon         | 92     | Poissy Triathlon              | 110    |
|          | Saint-Jean-de-Monts                 | 85     | Saint-Raphaël Triathlon       | 83     |
|          | Poissy Triathlon                    | 83     | Tri Val de Gray               | 82     |
| 4e       | Montpellier Agglo Triathlon         | 74     | TCG 79 Parthenay              | 81     |
| 5e       | Saint-Raphaël Tri                   | 65,5   | Metz Triathlon                | 70,5   |
| 6e       | Vitrolles Triathlon                 | 61,5   | Issy Triathlon                | 70     |
| 7e       | Mulhouse Olympique Tri              | 61,5   | E.C. Sartrouville Triathlon   | 69,5   |
| 8e       | Rouen Triathlon                     | 58     | Brive Limousin Triathlon      | 46,5   |
| 9e       | Valence Triathlon                   | 53     | Triathlon Club de Châteauroux | 44,5   |
| 10e      | TCG 79 Parthenay                    | 52     | Stade Poitevin Triathlon      | 44     |
| 11e      | Sainte-Geneviève Tri                | 49     | Sainte-Geneviève Tri          | 37,5   |
| 12e      | Les Sables Vendée Tri               | 45,5   | Autun Triathlon               | 37     |
| 13e      | Versailles Triathlon                | 36,5   | Tri Saint Amand Dun 18        | 37     |
| 14e      | Triathlon Toulouse Métropole        | 25     | ECAC Chaumont Triathlon       | 29     |
| 15e      | Groupe Triathlon Vesoul Haute-Saône | 6      |                               |        |
| 16e      | TCSQY Triathlon Club                | 4,5    |                               |        |

## Résultats individuels
| Hommes                                           | Valence | Dunkerque | Embrun | Quiberon | Nice |
| ------------------------------------------------ | ------- | --------- | ------ | -------- | ---- |
| Alistair Brownlee (E.C. Sartrouville Triathlon)  | 1er     |           |        |          |      |
| Aurélien Lebrun (Saint-Raphaël Tri)              | 2e      |           |        | 3e       |      |
| Thomas André (Saint-Raphaël Tri)                 | 3e      |           |        |          |      |
| Javier Gómez (E.C. Sartrouville Triathlon)       |         | 1er       |        |          |      |
| Raoul Shaw (Vitrolles Triathlon)                 |         | 2e        |        |          |      |
| David Hauss (E.C. Sartrouville Triathlon)        |         | 3e        |        |          |      |
| Simon Viain (Montpellier Agglo Triathlon)        |         |           | 1er    |          |      |
| Fernando Alarza (E.C. Sartrouville Triathlon)    |         |           | 2e     |          |      |
| Ryan Sissons (St Jean de Monts Vendée Triathlon) |         |           | 3e     |          |      |
| Pierre Le Corre (Les Sables Vendée Triathlon)    |         |           |        | 1er      | 2e   |
| Aurélien Raphaël (Poissy Triathlon)              |         |           |        | 2e       |      |
| Mario Mola (E.C. Sartrouville Triathlon)         |         |           |        |          | 1er  |
| João Pereira (Saint Jean-de Monts)               |         |           |        |          | 3e   |

| Femmes                                        | Valence | Dunkerque | Embrun | Quiberon | Nice, |
| --------------------------------------------- | ------- | --------- | ------ | -------- | ----- |
| Audrey Merle (TCG 79 Pathernay)               | 1er     |           |        |          |       |
| Charlotte McShane (TCG 79 Parthenay)          | 2e      |           | 1er    |          |       |
| Vicky Holland (Poissy Triathlon)              | 3e      |           |        |          | 2e    |
| Gwen Jorgensen (Tri Val de Gray)              |         | 1er       |        | 1er      |       |
| Emma Jackson (TCG 79 Parthenay)               |         | 2e        |        |          |       |
| Bárbara Riveros Díaz (Tri Val de Gray)        |         | 3e        |        |          |       |
| Andrea Hewitt (Poissy Triathlon)              |         |           | 2e     | 3e       |       |
| Line Thams (Triathlon Club de Châteauroux)    |         |           | 3e     |          |       |
| Cassandre Beaugrand (Poissy Triathlon)        |         |           |        | 2e       |       |
| Non Stanford (TCG 79 Parthenay)               |         |           |        |          | 1er   |
| Emmie Charayron (E.C. Sartrouville Triathlon) |         |           |        |          | 3e    |